# Neoplocaederus frenatus
Neoplocaederus frenatus là một loài bọ cánh cứng trong họ Cerambycidae.